# Herman Kvarnzelius
Svante Herman Kvarnzelius (i riksdagen kallad Kvarnzelius i Signelund, senare Kvarnzelius i Falun och Kvarnzelius i Orsa), född 13 november 1864 i Strängsereds socken i Älvsborgs län, död 17 april 1938 i Stockholm, var en svensk bleckslagare, landshövding och riksdagsledamot (liberal).

## Biografi
Herman Kvarnzelius –  som var son till en klensmed och hemmansägare i Västergötland, Isak Svenningsson och Gustava Andersdotter Fagerskog – kom i mitten av 1880-talet till Sundsvall som bleckslagarelärling och fick anställning hos en av ortens mindre företagare. Han bosatte sig i Signelund utanför Sundsvall, där han började egen verksamhet 1887 och blev senare bleckslagarmästare i Skönsmon, där han också var vice ordförande i municipalnämnden 1900–1909. Kvarnzelius engagerade sig tidigt i den kommunala verksamheten inom Sköns kommun och redan vid 1893 års riksdagsmannaval nominerades han som en av de frisinnades kandidater. Kvarnzelius gifte sig 1891 med Karin Margareta Pettersson.
Han var ledamot av Västernorrlands läns landsting 1909–1922, från 1912 som landstingets ordförande. Han hade också ledande uppdrag i nykterhetsrörelsen, bland annat som ordförande i Centralförbundet för nykterhetsundervisning, ordensmästare i Sveriges storloge av IOGT 1904–1909 och ordenstemplar 1909–1914 samt ordförande i Centralförbundet för nykterhetsundervisning.
Han var riksdagsledamot 1900–1935: i andra kammaren 1900-1911 för Sköns tingslags valkrets samt i första kammaren 1912–1921 för Västernorrlands läns valkrets, 1922–1927 för Västernorrlands läns och Jämtlands läns valkrets och 1928–1935 för Kopparbergs läns valkrets. Hans egentliga distrikt omfattade Gävleborgs och Västernorrlands län. I riksdagen tillhörde han Folkpartiet en kort tid innan denna grupp uppgick i Liberala samlingspartiet 1900. Efter den liberala partisplittringen 1923 stannade han kvar i Frisinnade landsföreningen och dess riksdagsgrupp Frisinnade folkpartiet, efter återföreningen 1935 ersatt av Folkpartiet.
Herman Kvarnzelius riktade skarp kritik mot kungamakten och högern i riksdagsdebatterna vid borggårdskrisen 1914. Han ingick därefter i liberalernas femmannaledning åren närmast efter att Karl Staaff avlidit. Han var också vice ordförande i det särskilda utskott som hösten 1918, under ordförandeskap av Hjalmar Branting, förhandlade fram den överenskommelse där högern gick med på att stödja förslaget om allmän och lika rösträtt från den av Nils Edén ledda regeringen. Han var också en av huvudpersonerna i kompromissen i riksdagen 1917 i de alkoholpolitiska frågorna, som ledde fram till att Brattsystemet kunde införas i hela landet. Han blev statsrevisor 1907.
I riksdagen var han bland annat ledamot i nykterhetsutskottet 1903, i läroverksutskottet 1904, av rösträttsutskottet 1907, av konstitutionsutskottet 1906–1908, i den stora försvarskommissionen 1907, av bevillningsutskottet 1909–1911, av statsutskottet 1913–1933 (ordförande från 1919), av pensionsutskottet 1913 samt ordförande i det tredje särskilda utskottet vid 1919 års urtima riksmöte. Han var också ordförande för den liberala förstakammargruppen 1916–1921 och i den frisinnade förstakammargruppen 1927–1933. Som riksdagsledamot engagerade han sig särskilt starkt för reformerad rösträtt, skärpt alkohollagstiftning samt förbättrad arbetslagstiftning. Han var också tidigt ute i miljöfrågor genom motioner bland annat om "förbud för fabrik att förorena luft och vatten".
Åren 1922–1932 var han landshövding i Kopparbergs län. Han anlitades också som ordförande eller ledamot i ett stort antal statliga utredningar, samt som förlikningsman i en rad arbetsmarknadskonflikter. Han var ordförande i Kopparberg läns hushållningssällskap från 1922, vice landsstatsordförande 1910, dess ordförande 1912–1922, ledamot av styrelsen för Södra Dalarnes Järnväg 1923, vice ordförande i centralrådet för Skogsvårdsstyrelsernas förbund från 1925, och medlem av överstyrelsen för Konung Oscar II:s jubileumsfond 1928.
Erik Palmstierna har en karakteristik av honom:
| ”                          | Hans uppgift var vågmästarens, som intuitivt utfinner var jämvikten erhålles. Hans framgång i livet var grundad på hans förmåga, att strax innan majoriteten själv var medveten därom befinna sig i majoritet. Han kunde tiga på ett sammanträde, men efteråt gå omkring och jämka ihop | „ |
| – Palmstierna 1950, s. 66f | |   |

## Utmärkelser
Innehavare av det med anledning av Hans Majestät Konung Gustaf V:s 70-årsdag instiftade minnestecken; kommendör av Vasaorden av första klass 12 mars 1920; riddare av Danska Dannebrogsorden; kommendör med stora korset av Nordstjärneorden 16 juni 1928.